# Barchi
Barchi è un municipio di 956 abitanti del comune di Terre Roveresche, in provincia di Pesaro e Urbino nelle Marche. 
Fino al 31 dicembre 2016 ha costituito un comune autonomo, che confinava con i comuni di Fratte Rosa, Mondavio, Orciano di Pesaro e Sant'Ippolito.

## Storia
Insediamento umbro ed etrusco, romanizzato nel sec. II a. C., venne riedificato nel sec. XIII. Fu dominio dei duchi di Urbino e poi dei Della Rovere.

Il marchese Pietro Bonarelli della Rovere, infeudato della città di Barchi nel 1571 da Guidubaldo II duca di Urbino, affidò all'architetto Filippo Terzi la realizzazione della “Cittadina Rinascimentale”, un particolare impianto urbanistico con il castello, il Palazzo Comunale con torre, la porta Nova, il Corso e la Collegiata, trasformando Barchi nella piccola capitale della sua signoria.

Il 1º gennaio 2017 Barchi è confluita, insieme a Orciano di Pesaro, Piagge e San Giorgio di Pesaro, nel nuovo comune di Terre Roveresche, in base alla legge regionale n. 28/2016 approvata il 6 dicembre 2016. Il 13 novembre l'istituzione del nuovo comune era stata approvata dai cittadini di Barchi in un referendum consultivo con l'82,6% di favorevoli.

Stemma dell'ex comune

### Simboli
(DPCM del 24.05.1957)

## Società

### Evoluzione demografica
Abitanti censiti

### Etnie e minoranze straniere
Secondo i dati ISTAT al 1º gennaio 2017 la popolazione straniera residente era di 49 persone e rappresentava il 5,1% della popolazione residente.

## Cultura

Territorio dell'ex-comune di Barchi nella provincia di Pesaro e Urbino

## Amministrazione
| Periodo        | Periodo          | Primo cittadino          | Partito               | Carica  | Note          |
| -------------- | ---------------- | ------------------------ | --------------------- | ------- | ------------- |
| 7 giugno 1993  | 27 aprile 1997   | Luigi Rossi              | Lista civica          | Sindaco | [ 12 ]        |
| 28 aprile 1997 | 15 maggio 2001   | Luigi Rossi              | Centro                | Sindaco | [ 12 ]        |
| 14 maggio 2001 | 28 maggio 2006   | Pierfrancesco Rebecchini | Centro-sinistra       | Sindaco | [ 12 ]        |
| 29 maggio 2006 | 15 maggio 2011   | Sauro Marcucci           | Lista civica          | Sindaco | [ 12 ]        |
| 16 maggio 2011 | 5 giugno 2016    | Sauro Marcucci           | Lista civica La spiga | Sindaco | [ 12 ]        |
| 6 giugno 2016  | 31 dicembre 2016 | Claudio Patregnani       | Lista civica La spiga | Sindaco | [ 13 ] [ 12 ] |

Successivamente alla fusione in Terre Roveresche ogni ex comune divenuto municipio di Terre Roveresche è rappresentato da un prosindaco e due consultori votati dai cittadini del singolo municipio con scheda separata durante le elezioni comunali e nominati dal consiglio comunale. Durante le elezioni amministrative del 2022 non si sono presentati candidati a ricoprire le cariche di prosindaco e consultori, pertanto si è agito nominando prosindaci e consultori alcuni cittadini residenti nel municipio.
| Periodo        | Periodo   | Primo cittadino     | Partito | Carica     | Note |
| -------------- | --------- | ------------------- | ------- | ---------- | ---- |
| 27 giugno 2017 | in carica | Gianfranco Moschini |         | Prosindaco |      |